# Alexander Held
Pour les articles homonymes, voir Held.
Gerald Alexander Held, né le 19 octobre 1958 à Munich, est un acteur allemand.

## Vie privée
Il est le fils du comédien José Held.

## Parcours professionnel
Après une formation à l'école théâtrale Otto-Falckenberg à Munich, il fait ses débuts en 1993 aux Kammerspiele. Il poursuit sa carrière au Staatsschauspiel à Hanovre, à la Staatsschauspiel à Berlin, au Theater Basel à Bâle, puis au Festival de Salzbourg.

## Rôles notables
- il incarne le personnage de Walther Hewel dans le film La Chute (2004)
- il est l'inspecteur Mohr dans le film Sophie Scholl - les derniers jours (2005)

Il intervient à plusieurs reprises dans les séries allemandes Tatort et Flemming (série télévisée) (en).

## Filmographie
Cinéma
- 1993 : La Liste de Schindler de Steven Spielberg
- 2001 : Qui peut sauver le Far West ? (Der Schuh des Manitu) de Michael Herbig
- 2003 : Effroyables Jardins de Jean Becker
- 2004 : La Chute de Oliver Hirschbiegel : le diplomate nazi Walther Hewel
- 2005 : Sophie Scholl : Les Derniers Jours de Marc Rothemund : le policier Robert Mohr
- 2008 : La Bande à Baader de Uli Edel
- 2008 : Die Geschichte vom Brandner Kaspar (de) de Joseph Vilsmaier
- 2008 : La Vague de Dennis Gansel : le père de Tim
- 2009 : Vision – Aus dem Leben der Hildegard von Bingen de Margarethe von Trotta
- 2009 : La Papesse Jeanne (Die Päpstin), de Sönke Wortmann : Lothaire Ier
- 2013 : La Fille aux neuf perruques (Heute bin ich blond) de Marc Rothemund (film inspiré du témoignage La Fille aux neuf perruques de Sophie van der Stap)
- 2015 : Refuge (Freistatt) de Marc Brummund

Télévision
- 1993 : Morlock (de) de Klaus Emmerich (de)
- 1996 : Doktor Knock de Dominik Graf
- 2008 : Die Gustloff (de) de Joseph Vilsmaier
- 2010 : Polizeiruf 110, de Christoph Stark
- 2013 : Portrait d'un meurtrier (Schon wieder Henriette) de Nikolaus Leytner : Hartmut Ille